# Захаров, Валерий Александрович
Валерий Александрович Захаров — советский хозяйственный, государственный и политический деятель, Герой Социалистического Труда.

## Биография
Родился в 1939 году в Новгородской области. Член КПСС.
С 1958 года — на хозяйственной, общественной и политической работе. В 1958—1999 гг. — работник на Вишерском целлюлозно-бумажном комбинате, военнослужащий Советской Армии, работник на Окуловском целлюлозно-бумажном комбинате, машинист картоноделательной машины Архангельского целлюлозно-бумажного комбината Министерства лесной, целлюлозно-бумажной и деревообрабатывающей промышленности СССР в Новодвинске Архангельской области.
Указом Президиума Верховного Совета СССР от 19 марта 1981 года за выдающиеся успехи, достигнутые в выполнении заданий десятой пятилетки и социалистических обязательств присвоено звание Героя Социалистического Труда с вручением ордена Ленина и золотой медали «Серп и Молот».
Делегат XXV съезда КПСС.
Жил в Новодвинске. Скончался 3 декабря 2020 года, похоронен на городском кладбище Новодвинска.